# Strašov
Strašov är en ort i Tjeckien.   Den ligger i regionen Pardubice, i den centrala delen av landet, 80 km öster om huvudstaden Prag. Strašov ligger 215 meter över havet och antalet invånare är 311.
Terrängen runt Strašov är platt. Runt Strašov är det ganska tätbefolkat, med 96 invånare per kvadratkilometer. Närmaste större samhälle är Pardubice, 18,8 km öster om Strašov. I omgivningarna runt Strašov växer i huvudsak blandskog.